# Phahol Pholphayuhasena

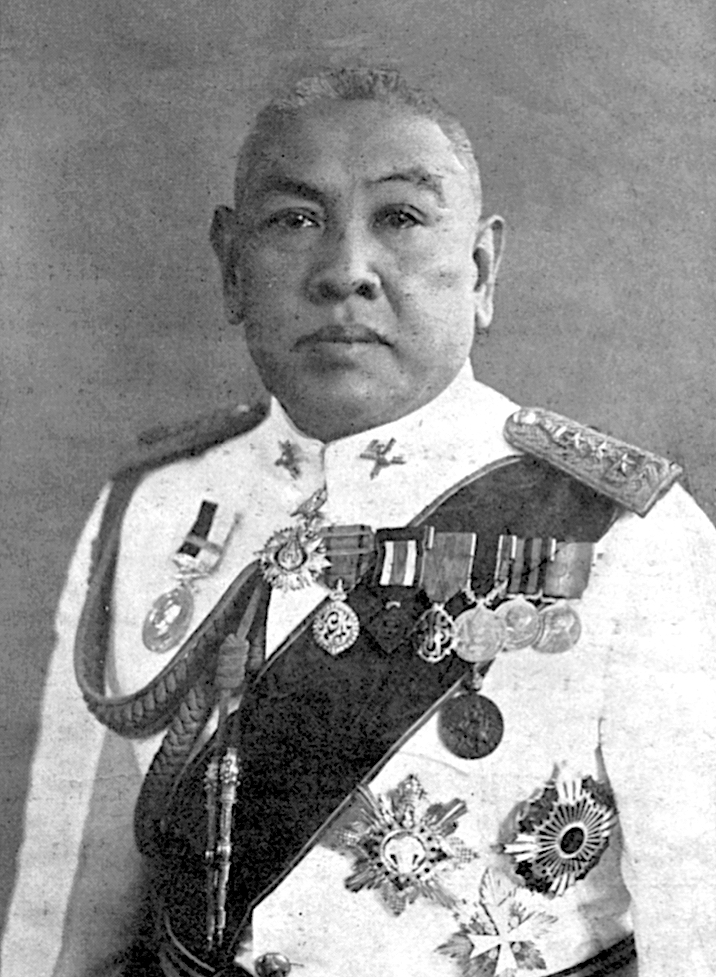
Phahol Pholphayuhasena

Phraya Phahol Pholphayuhasena (Thai: พระยาพหลพลพยุหเสนา), geboren als Pote Phaholyothin, (Bangkok, 29 maart 1887 - 14 februari 1947) was een Thaise generaal en minister-president. Hij was een Chinese Thai. Zijn vader kwam uit Chaozhou en zijn moeder was een autochtone Thai.
Pote heeft zijn basisopleiding genoten aan de tempelschool van Wat Chakawat Rajavas en de Sukhumal Vidhayalai school.  Hierna ging hij naar de Thaise koninklijke militaire academie. Op 16-jarige leeftijd kreeg hij een studiebeurs van de koning om aan de militaire academie in Duitsland te studeren. Na 3 jaren van studie werd hij in 1906 ondergebracht in het 4e Artillerie regiment van het Duitse leger. In 1912 ging hij voor een jaar naar Denemarken om daar techniek te studeren. 
In 1913 keerde hij terug naar Thailand en begon daar een militaire carrière. Hij werd als eerste ingedeeld bij het 4e regiment van de Artillerie in de provincie Ratchaburi. In 1917 werd hij commandant van de 9e Artillerie in Chachoengsao. Op 1 april 1928 werd hij bevorderd tot kolonel en ontving de titels van "Luang" en "Phra" in de naam van "Sarayuthsorasidhi".  
Op 20 mei werd hij gekozen voor de koninklijke garde en kreeg de titel Phraya Phahol Polphayuhasena die tot dan aan toe gedragen was door zijn inmiddels overleden vader. Op 24 juni 1932 werd hij lid van de Khana Ratsadon (Volkspartij). Hij nam later over als partijvoorzitter van Phraya Manopakorn Nithithada, die hij op 21 juni 1933 opvolgde als minister-president van de 4e regering van Thailand. Er waren veel problemen tijdens zijn regeringstermijn en hij nam verscheidene malen zijn ontslag, maar hij werd nog vier keer herbenoemd. Tijdens zijn regering ging koning Rama VII naar Engeland en deed troonsafstand ten gunste van zijn neef koning Rama VIII.
Op 11 september 1938 ontbond hij het parlement en nam ontslag als minister-president. Hij werd opgevolgd door veldmaarschalk Plaek Pibul Songkram.
Tijdens de Tweede Wereldoorlog rees hij tot de rang van generaal en werd hij benoemd tot opperbevelhebber van het leger. Hij stierf op 60-jarige leeftijd op 14 februari 1947.

## Familie
Zijn vader was kolonel Phraya Phahol Polphayuhasena (Thin Phaholyothin) en zijn moeder khunying Jub. Hij was getrouwd met Thanpuying Boonlong.